# Мосьпанов, Илья Петрович

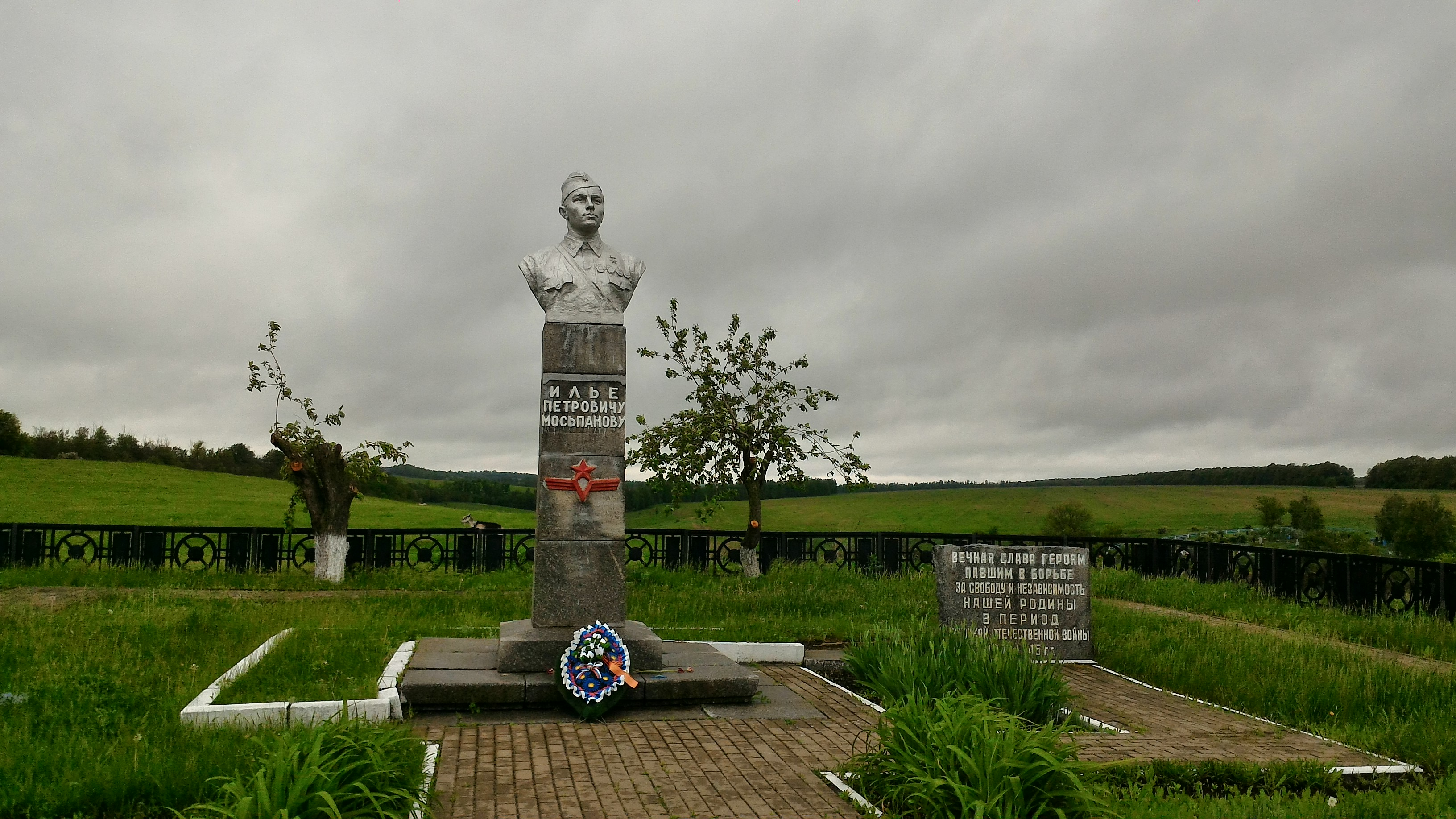
Бюст на родине героя

Илья Петрович Мосьпанов (22 июня 1913, хутор Зубовка, Воронежская губерния — 25 июля 1942, Ростовская область) — лётчик штурмовой авиации, гвардии старший лейтенант Рабоче-крестьянской Красной Армии, участник Великой Отечественной войны, Герой Советского Союза (1942).

## Биография
Илья Мосьпанов родился 22 июня 1913 года на хуторе Зубовка (ныне — Мосьпанов Новооскольского района Белгородской области). Учился в Зубовской начальной школе, потом — в Новооскольской семилетке. В Новом Осколе занимался в авиамодельном кружке. Позже, работая на заводе «Ростсельмаш», поступил в аэроклуб. После окончания семи классов школы и курсов механиков работал трактористом в колхозе. В 1934 году Мосьпанов был призван на службу в Рабоче-крестьянскую Красную Армию. В 1937 году он окончил Энгельсскую военную авиационную школу пилотов. Участвовал в боях советско-финской войны. С июня 1941 года — на фронтах Великой Отечественной войны.
К июню 1942 года гвардии старший лейтенант Илья Мосьпанов командовал эскадрильей 7-го гвардейского штурмового авиаполка 230-й штурмовой авиадивизии 4-й воздушной армии Южного фронта. К тому времени он совершил 69 боевых вылетов на штурмовку скоплений боевой техники и живой силы противника, его важных объектов, нанеся ему большие потери. За год боёв с немецко-фашистскими захватчиками отважный пилот на Юго-Западном, Южном и Северо-Кавказском фронтах сбил 21 самолёт, уничтожил 33 танка, 140 автомашин и 13 полевых орудий. 25 июля 1942 года Мосьпанов погиб в бою. Похоронен в братской могиле в станице Кагальницкая Кагальницкого района Ростовской области.
Указом Президиума Верховного Совета СССР от 23 ноября 1942 года за «образцовое выполнение боевых заданий командования на фронте борьбы с немецкими захватчиками и проявленные при этом мужество и героизм» посмертно удостоен высокого звания Героя Советского Союза.

## Награды
Также был награждён двумя орденами Ленина и двумя орденами Красного Знамени.

## Память
В честь Мосьпанова названа улица в Новом Осколе. По просьбе земляков героя Президиум Верховного Совета РСФСР переименовал хутор Зубовку в Мосьпанов. В 1961 г. там был сооружён памятник герою.

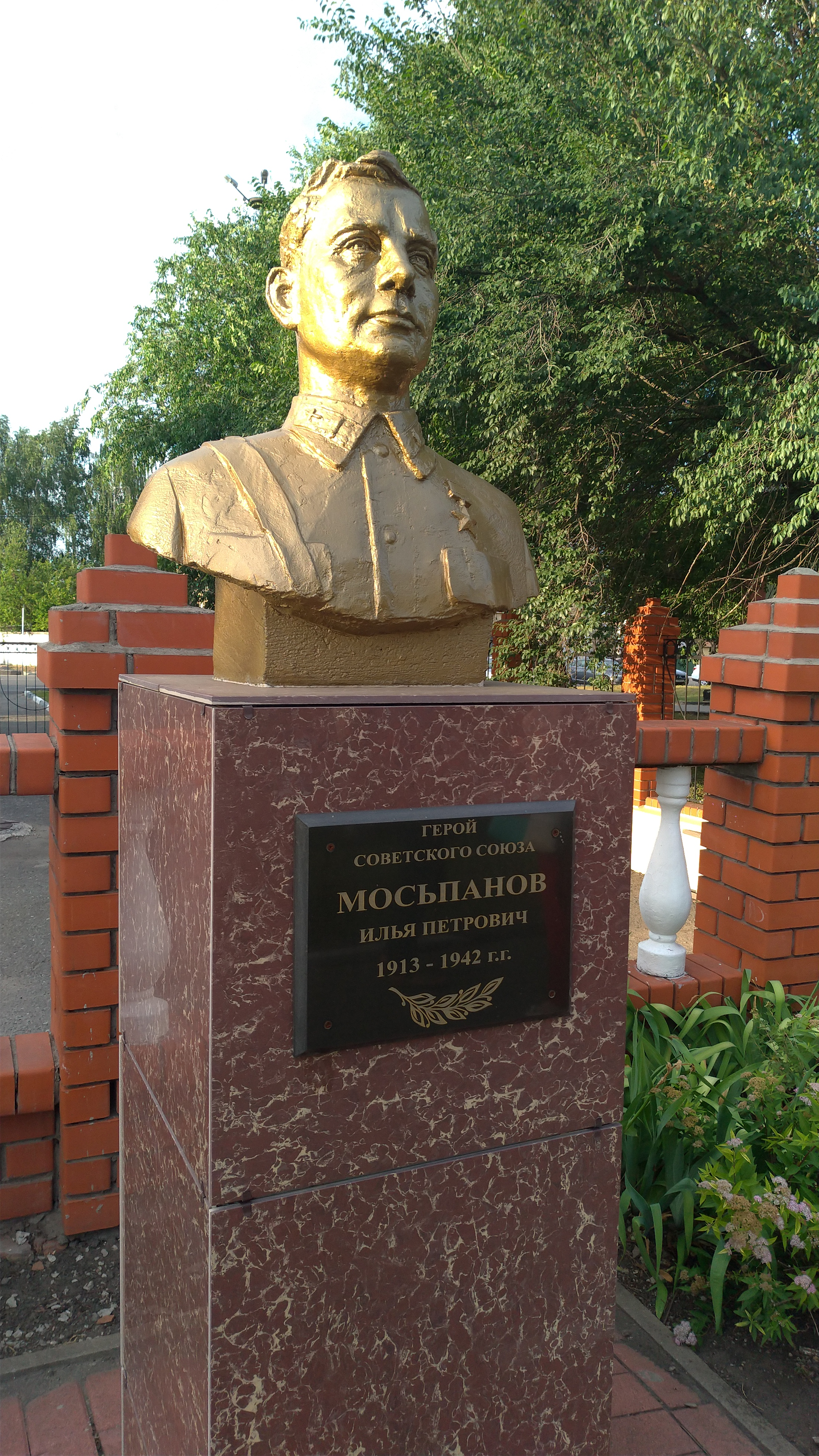
Бюст в Новом Осколе